# 保禄五世宫
41°7′53.26″N 14°46′36.67″E / 41.1314611°N 14.7768528°E

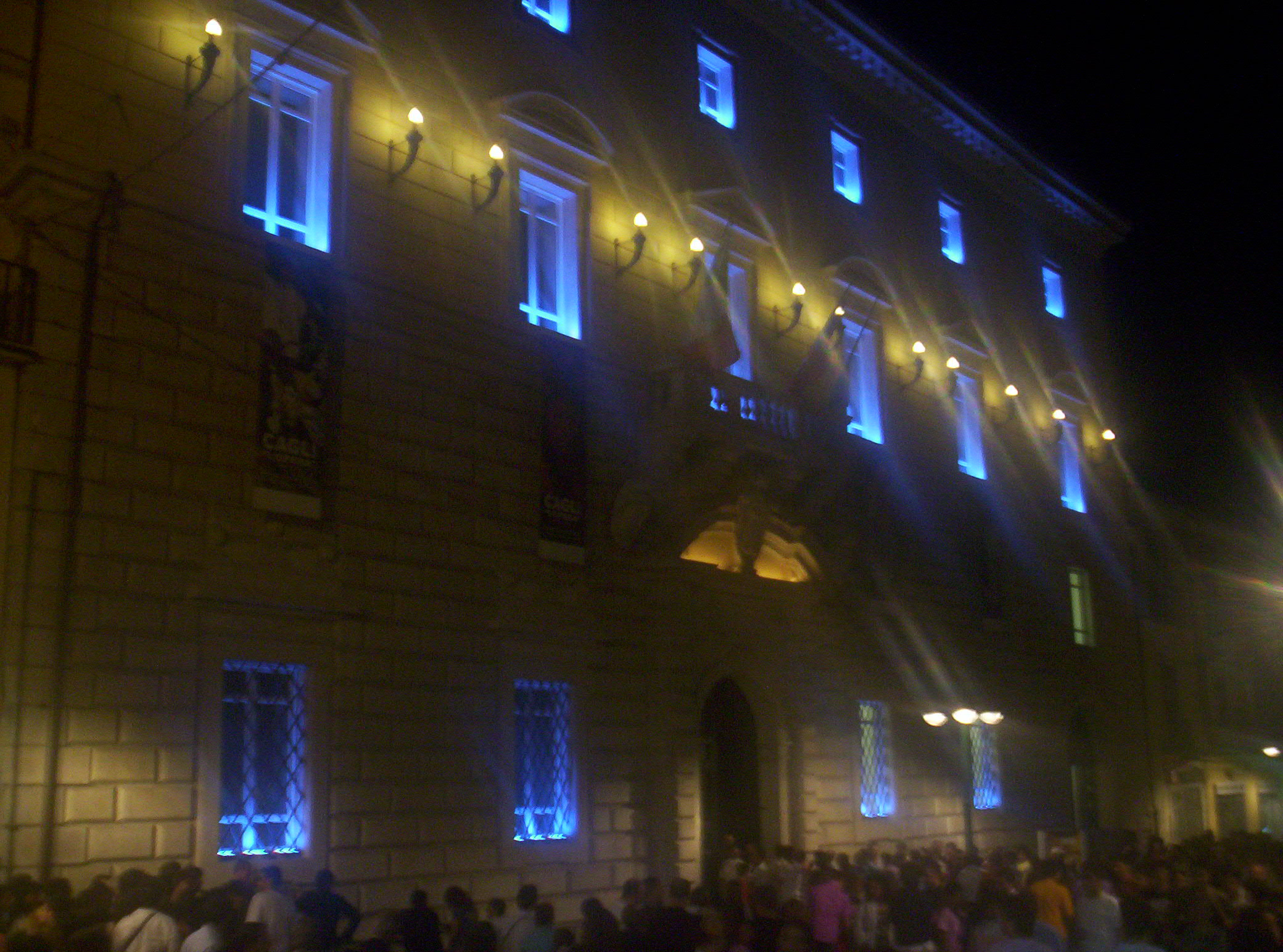
保禄五世宫在世界杯期间

保禄五世宫（Palazzo Paolo V）位于贝内文托老城区的加里波第大街（Corso Garibaldi），在教皇国统治时期曾是贝内文托市政厅。
其立面是典型的矫饰主义风格，令人印象深刻。
在庭院内有几块石碑，纪念该市历史上的重要事件和人物，尤其是墙上的古代浮雕“强掳萨宾妇女”。